# Chiesa del Suffragio (Rimini)
Chiesa del Suffragio, également connue sous le nom de San Francesco Saverio, est une église catholique romaine de style baroque située au no 12 Piazza Ferrari à Rimini, en Italie.

## Histoire
L'église a été commandée par l' ordre des jésuites et construite en 1721. Le dessin du projet est attribué à Giovanni Francesco Buonamici ou à Francesco Garampi,.
La disposition est calquée sur l'église du Gesù à Rome. Adjacent à l'église se trouvait autrefois le couvent des Jésuites, qui a été pendant des années un hôpital et qui sert maintenant de musée civique. La façade en brique reste incomplète, l'intérieur est décoré, malgré la suppression des jésuites par la bulle papale en 1773.

## Œuvres
Un inventaire de 1864  et de 1901 répertorie les œuvres suivantes dans l'église :
- Saint Louis Gonzaga par Andrea Barbiani.
- Saint Martin évêque avec saint Jean Baptiste et la Vierge en Gloire par Niccolò Frangipane.
- Martyrs jésuites crucifiés au Japon (dontle bienheureux Paul Miki ) par Guido Cagnacci, presbytère droit.
- Saint Nicolas et les âmes du purgatoire attribué à Antonio Cimatori dit Visaccio d'Urbino, 1er autel à gauche.
- Saint Antoine (ovale) par Giuseppe Soleri Brancaleoni, 1re chapelle à gauche.
- Départ du Calvaire attribué à l'atelier Zuccheri, 1re chapelle à gauche.
- Ange gardien par Angelo Sarzetta, 1re chapelle à gauche.
- Vierge à l'Enfant, Saint Joseph et Saint Pierre attribuée à Antonio Puglieschi
- Mariage de la Vierge par Giovanni Battista Costa.
- Déposition, par Giovanni Cesare Grazi, une copie de l'œuvre de Federico Barocci située à Senigallia.
- Gloire de saint Ignace par Pietro Rotari, autel de GF Buonamici, dans le transept.
- Saint François Xavier prêchant aux Indes, maître-autel, par Vincenzo Pisanelli.
- Saint Emidius d'Ascoli, patron de Rimini (1788) par GS Brancaleoni, transept gauche, placé après le tremblement de terre de 1786.
- Saint Francis Borgia en adoration de la Vierge par Pietro Rotari, au 1er autel à droite.
- Annonciation  par un peintre toscan, presbytère gauche.
- Saint Stanislas  par Giovanni Maria delle Piane (Molinaretto), copie du tableau Giovanni Gioseffo dal Sole, sacristie.
- Saint Michel Archange par Sarzetto, sacristie.
- Enfant écrasant le Dragon par Giovanni Francesco Nagli, sacristie.

### Images

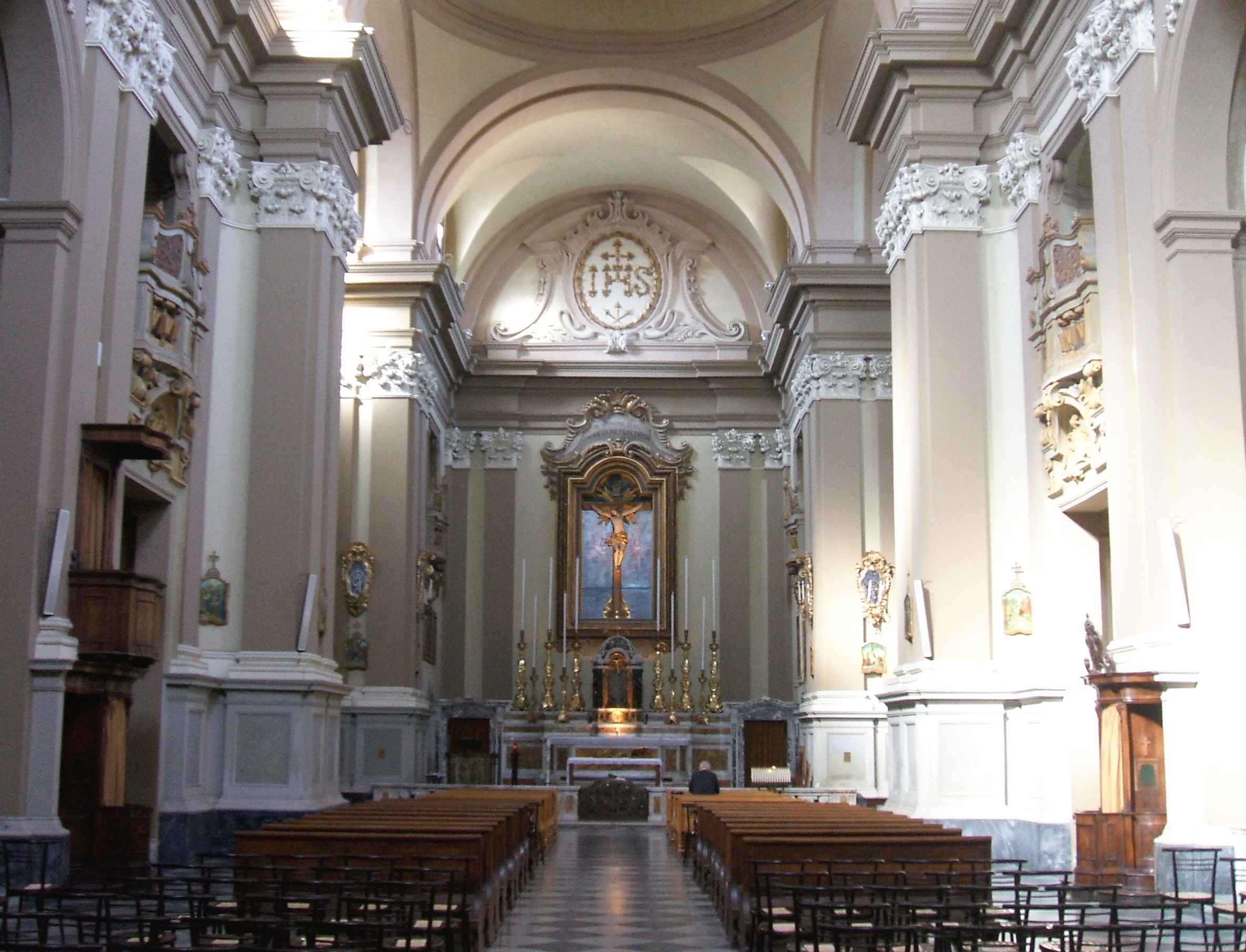
Vue de la nef.
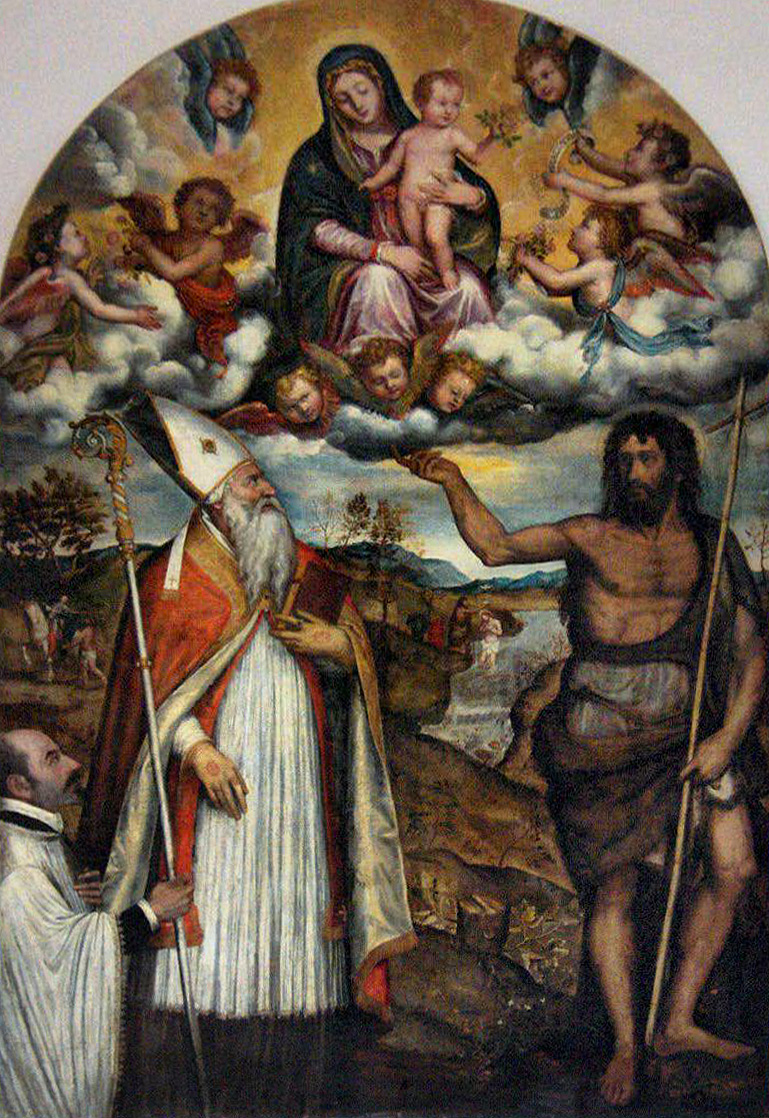
Saint Martin évêque avec Saint Jean Baptiste et la Vierge en Gloire par Nicolo Frangipane.
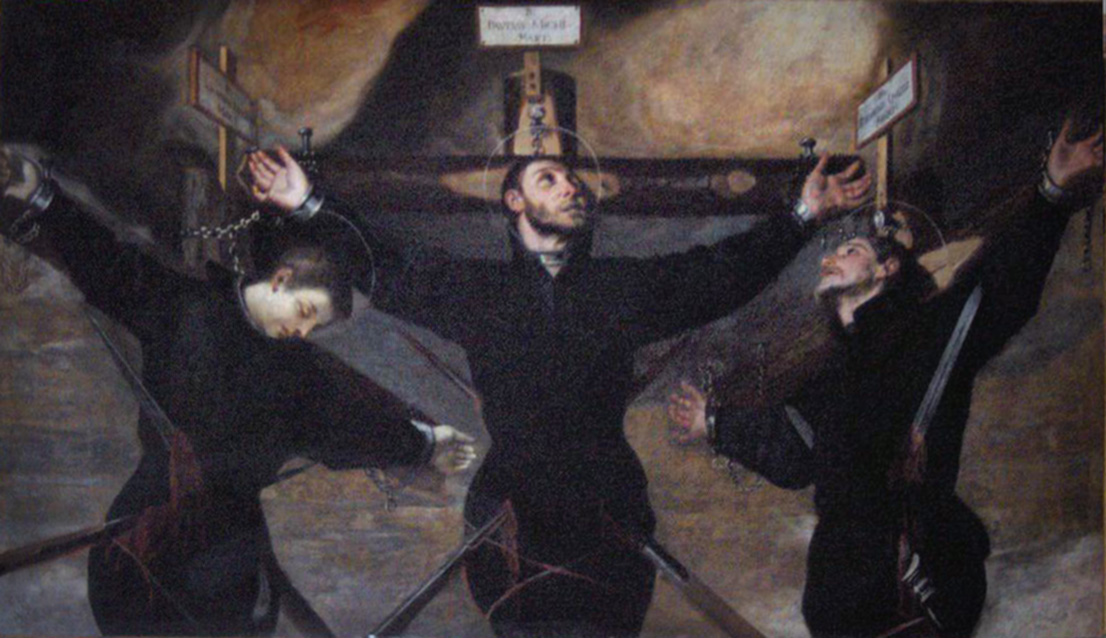
Martyrs jésuites crucifiés au Japon par  Guido Cagnacci.
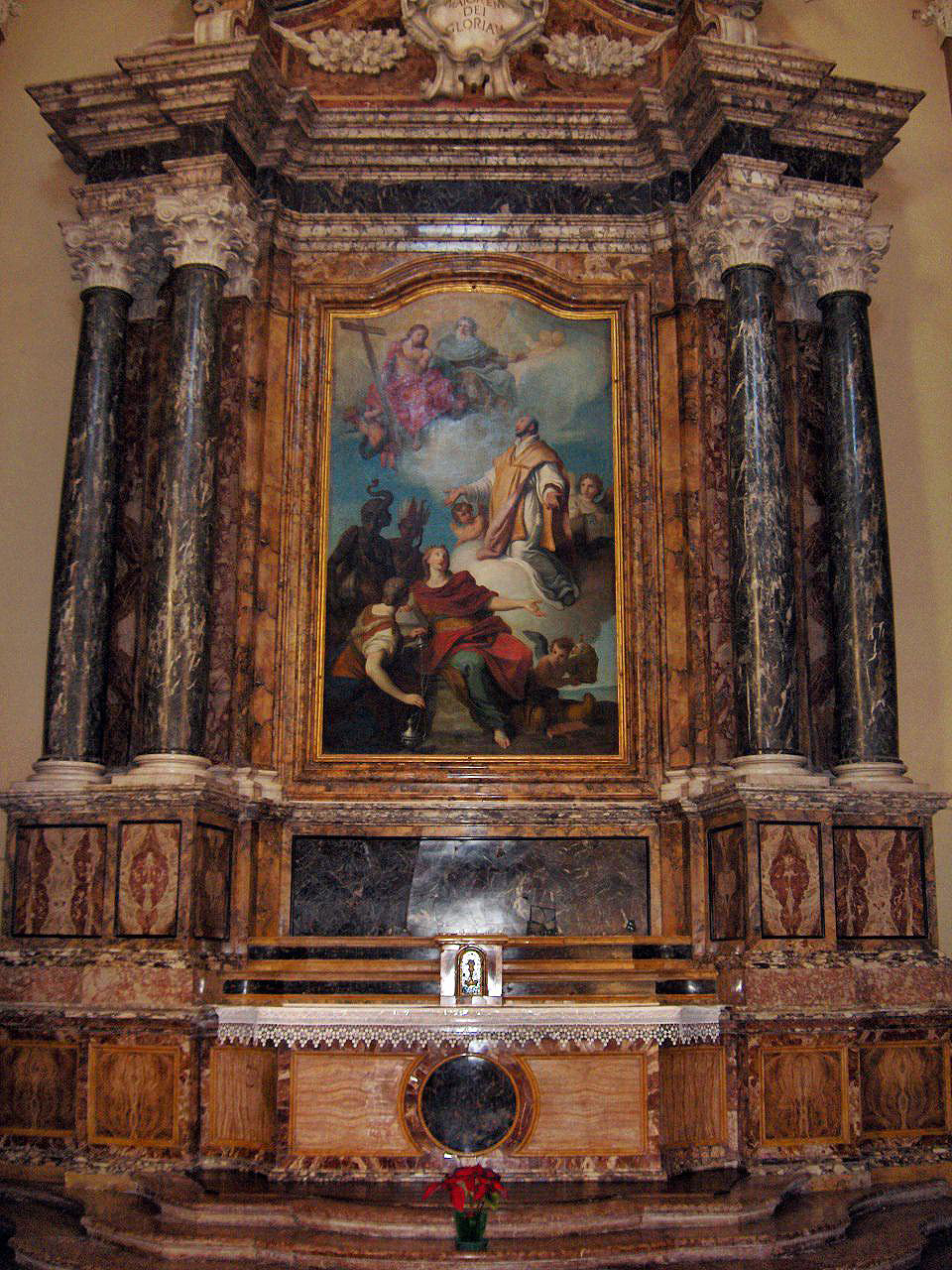
Saint François Borgia en Adoration de la Vierge par Pietro Rotari.